# Bionic (бібліотека)
Bionic — стандартна бібліотека мови C (включає libc, libdl, libm, і libpthread), розроблена корпорацією Google для використання в складі ОС Android. Вона поширюється під ліцензією BSD для використання з ядром Linux.
Розробка бібліотеки ведеться окремо від інших реалізацій. Завданнями Bionic є:
1. Використання ліцензії BSD: ОС Android використовує ядро Linux, ліцензоване під GPL, але Google вирішила, по можливості, ізолювати Android від ефекту копілефт GPL ліцензії, щоб мати можливість створювати пропрієтарне ПЗ.
2. Малий розмір: Bionic використовує менше ресурсів, ніж GNU libc (glibc); це більш важливо, оскільки його вимоги до пам'яті були і залишаються значно нижчими.
3. Швидкість: Bionic розроблена для роботи на пристроях, центральний процесор яких функціонує на досить низьких частотах.

У Bionic відсутні або не реалізовані багато функцій повнорозмірною libc, такі, як підтримка багатобайтових символів.[джерело?]